# مونگراندو
مونگراندو (به ایتالیایی: Mongrando) یک کومونه در ایتالیا است که در استان بیه‌لا واقع شده‌است.

## خصوصیات
مونگراندو ۱۶٫۷ کیلومترمربع مساحت و ۴٬۰۰۹ نفر جمعیت دارد و ۳۵۵ متر بالاتر از سطح دریا واقع شده‌است.